# Ine Barlie
Ine Barlie (31 de mayo de 1965) es una deportista noruega que compitió en lucha libre. Ganó cinco medallas en el Campeonato Mundial de Lucha entre los años 1987 y 1992, y una medalla de bronce en el Campeonato Europeo de Lucha de 1988.

## Palmarés internacional
| Campeonato Mundial | Campeonato Mundial  | Campeonato Mundial | Campeonato Mundial |
| Año                | Lugar               | Medalla            | Categoría          |
| ------------------ | ------------------- | ------------------ | ------------------ |
| 1987               | Lørenskog (Noruega) | Medalla de oro     | 61 kg              |
| 1989               | Martigny (Suiza)    | Medalla de plata   | 61 kg              |
| 1990               | Luleå (Suecia)      | Medalla de bronce  | 61 kg              |
| 1991               | Tokio (Japón)       | Medalla de plata   | 65 kg              |
| 1992               | Lyon (Francia)      | Medalla de oro     | 61 kg              |
| Campeonato Europeo |                     |                    |                    |
| Año                | Lugar               | Medalla            | Categoría          |
| 1988               | Dijon (Francia)     | Medalla de bronce  | 61 kg              |